# Times Union
Times Union un journal hebdomadaire publié dans la banlieue d'Albany. Le journal est fondé en 1857 sous le nom de Morning Times.